# 當貓王碰上總統
是一部於2016年上映的美國喜劇片，由麗莎·喬漢森執導。主演包括凱文·史貝西、麥可·夏儂、艾力克斯·派帝佛和強尼·諾克斯威爾。該片由亞馬遜影業和Bleecker Street於2016年4月22日在美國上映。

## 劇情
1970年12月21日上午，演員兼歌手的貓王至白宮會面美國總統理查·尼克森，請求總統允諾他成為毒品和危險藥物的搜查探員。

## 演員
- 凱文·史貝西飾演美國總統理查·尼克森
- 麥可·夏儂飾演艾維斯·普里斯萊
- 艾力克斯·派帝佛飾演傑瑞·史奇林（英语：Jerry Schilling）
- 柯林·漢克斯飾演埃伊爾·克羅（英语：Egil Krogh）
- 伊凡·彼得斯飾演德懷特·查平（英语：Dwight Chapin）
- 塔特·多諾萬飾演白宮幕僚長H·R·霍爾德曼
- 強尼·諾克斯威爾飾演Sonny West
- 史蓋·芙蕾拉（英语：Sky Ferreira）飾演Charlotte

## 發行
2014年11月11日，宣布Sony Pictures Worldwide Acquisitions已獲得美國外地區的發行權。2015年6月23日，亞馬遜影業獲得了400萬美元的資金來投資本片。該片定於2016年4月22日在美國上映，為尼克森過世那一天的二十二年後。而英國則於2016年4月29日上映。

## 反響
爛番茄新鮮度76%，Metacritic得分60，正面評價居多。

## 外部連結
- 互联网电影数据库（IMDb）上《Elvis & Nixon》的资料（英文）
- Box Office Mojo上《當貓王碰上總統》的資料（英文）